# Paolo Cortesi

Libri sententiarum (De BEIC, biblioteca digital.)

Paolo Cortesi o Cortese (1465 – 1510) fue un escritor y humanista italiano cuyo trabajo más importante fue De cardinalatu (1510).

## Biografía
Fue discípulo de Pomponio Leto y secretario apostólico de varios Papas. Escribió los diálogos De hominubus doctis sobre los intelectuales del 1300 y 1400, el tratado De cardinalatu que perfila la imagen ideal del «príncipe de la Iglesia» (figura típica del Protorenacimiento), similar al retórico Cortegiano de Baldassare Castiglione.

## Obras
- Cortesi, Paolo (1513). Libri sententiarum. Johann Froben.